# Тёплое мороженое
Тёплое моро́женое (пол. Ciepłe lody) — в польской кухне разновидность калорийного и дешёвого десерта в виде суфле, сбитого с сиропом яичного белка, подаваемого в вафельном стаканчике, напоминающий итальянское мороженое, откуда и его название. Сверху всё полито шоколадной глазурью и посыпано орехами. В одной порции теплого мороженого содержится около 200—250 ккал.

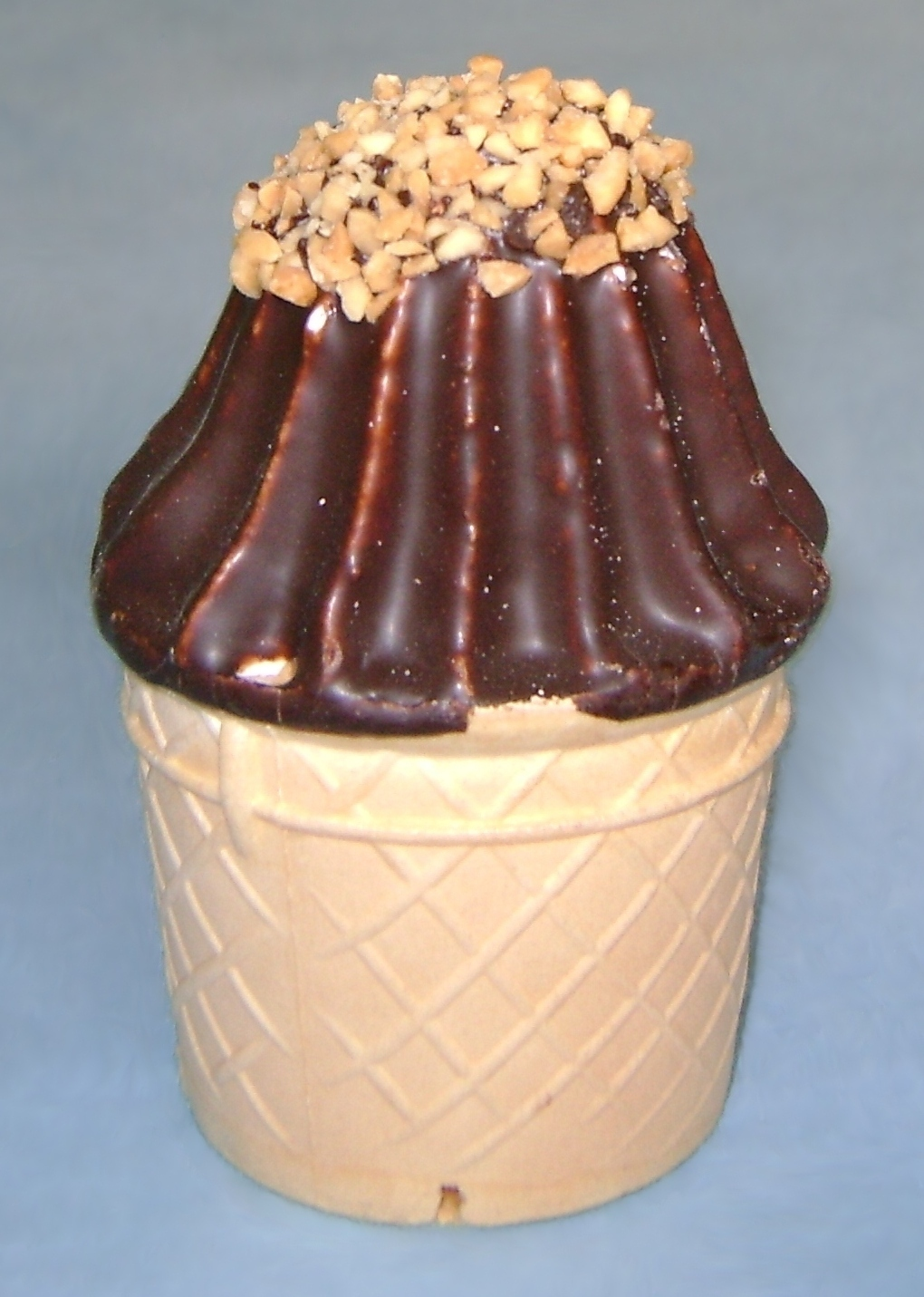
Образец «тёплого мороженого», производимого сегодня

По мнению журналистов еженедельника «Wprost», теплое мороженое — изобретение местных технологов пищевой промышленности, берущее своё начало во временах Польской Народной Республики, так же, как Polo Cockta или шоколадный продукт. По мнению Войцеха Орлинского, тёплое мороженое было одним из любимых лакомств Станислава Лема. Мороженое стало популярно в последнее время в связи с наблюдающейся у части польского общества ностальгии по ПНР.
Тёплым мороженым называют ещё и другие подобные сладости, например Schokoküsse из Германии, Flødeboller из Дании, крембо из Израиля (суфле из взбитых белков, помещённое на вафли или бисквиты и покрытое шоколадом). Schokoküsse имеют более мягкую, пышную и менее тянущуюся консистенцию. Тёплое мороженое выпускается также в Белоруссии.